# Modul (matematika)
Modul v matematice (zejména v algebře) představuje určitým způsobem zobecnění vektorového prostoru. Zatímco
definice vektorového prostoru vyžaduje, aby skaláry byly prvky tělesa, v případě modulu stačí, že skaláry jsou prvky okruhu.
Moduly mají mnoho vlastností podobných vektorovým prostorům, ale například nemusí mít bázi. A i pokud ji mají (takové moduly nazýváme
volné), pak nemusí mít tato báze jednoznačně daný počet prvků.
S modulem nesouvisí operace modulo čili zbytek po dělení.

## Formální definice
Levý R-modul nad okruhem {\displaystyle R} je tvořen abelovou grupou {\displaystyle (M,+)} a operací {\displaystyle R\times M\to M} (které říkáme skalární násobení), které splňují, že pro všechna {\displaystyle r,s} z {\displaystyle R} a {\displaystyle x,y} z M platí:
1. {\displaystyle r(x+y)=rx+ry}
2. {\displaystyle (r+s)x=rx+sx}
3. {\displaystyle (rs)x=r(sx)}
4. {\displaystyle 1x=x}

Definice pravého R-modulu je analogická, ale jako skalární operace se uvažuje {\displaystyle M\times R\to M}. Je-li {\displaystyle R} komutativní okruh, pak definice splývají a struktura bývá nazývána pouze R-modul.